# Кисьма (деревня)
Кисьма — деревня в Переславском районе Ярославской области.

## География
Находится в южной части Ярославской области на расстоянии приблизительно 46 км на северо-запад по прямой от районного центра города Переславль-Залесский на правом берегу речки Кисьма.

## История
Известна с 1423 года как центр волости. В 1745 году в Кисемке было 132 двора, в 1802—46. Деревня была отмечена на карте 1808 года. В 1859 году здесь (деревня Переславского уезда Владимирской губернии) было учтено 30 дворов, в 1910 — 27. До 2018 года входила в состав Нагорьевского сельского поселения.

## Население
Численность населения: 74 человека (1859 год), 9 (русские 100 %) в 2002 году, 10 в 2010.